# Eupithecia gelidata
Eupithecia gelidata es una especie de polilla de la familia Geometridae. La especie fue descrita por primera vez por Heinrich Benno Möschler habiendo sido descrita en 1860, con distribución en Europa y América del Norte. Tiene gran parecido con otra especie del holártico, Eupithecia pusillata.

## Descripción
Es una polilla pequeña a envergadura es de 17 a 22 milímetros (0,7 a 0,9 plg). Sus alas son de color marrón grisáceo, la ala anterior un tanto más oscura que la posterior. La mancha discal son oblongadas tanto en el ala anterior como en la posterior, aunque puede estar ausente en el ala posterior. Las alas cuentan con escamas oscuras pero bicolor entre blanquecino y negro, con los tonos oscuros siendo intensos y extensos a lo largo y ancho de las alas. Las escamas blanquecinas son notorios principalmente en la primera o segunda filas posteriores.
La polilla vuela en junio a mediados de julio mientras que la oruga, que es de color más verdoso, vive de julio a agosto. Las larvas se alimentan del arbusto Ledum groenlandicum. En Islandia, la oruga se alimenta principalmente de especies Juniperus. En Europa y América del Norte se alimentan del arbusto "té del labrador" (Rhododendron tomentosum), pero posiblemente también de otras plantas, porque la especie se ha descrito en áreas de Noruega y Suecia que carecen de R. tomentosum.

## Distribución
E. gelidata se encuentra distribuido en el holártico del centro y norte de Estados Unidos y el oeste de Canadá. Se ha descrito en detalles en Nevada, Colorado, Montana, Wyoming, Minnesota y en Nueva Inglaterra. En Canadá se ha descrito en los estados de Columbia Británica, Alberta y en el este del país. Se ha reportado también en el norte de Rusia, Escandinavia y el centro norte de Europa. Es una de las polillas más numerosas del sur de Groenlandia.